# Cofradía de la Misericordia (Murcia)
La Cofradía del Santísimo Cristo de la Misericordia es una cofradía de culto católico de la Semana Santa de Murcia (Región de Murcia, España) que desfila en la tarde del Viernes Santo desde la iglesia de San Esteban, cumpliendo con su estación de penitencia desde 1950.
Su procesión (llamada popularmente como la de Los Pavos) es de estilo tradicional y cuenta con uno de los crucificados más antiguos de la ciudad.

## Historia
La cofradía tuvo su origen en 1949 en el seno de un grupo de funcionarios de la antigua Diputación Provincial de Murcia, adscritos en su mayoría a la antigua Casa de Misericordia (en aquel momento denominada Casa de José Antonio) que se alojaba en el antiguo Colegio de San Esteban, lugar donde se guardaba un bellísimo cristo renacentista obra del jesuita Domingo Beltrán, a través del cual quisieron montar una cofradía de Semana Santa bajo la lógica advocación de la Misericordia. 
El impulsor de la iniciativa fue D. Julián Tudela Martínez, por entonces administrador de la Casa de José Antonio, que ocuparía el primer cargo de Hermano Mayor. Junto a él, ilustres murcianos como Carlos Valcárcel, que era el segundo administrador de la Casa y ocupó el puesto de secretario de la primera Junta de Gobierno de la Hermandad y futura cofradía.
En un principio, por recomendación del obispo de la diócesis, la institución funcionó como una hermandad independiente de la Cofradía del Santo Sepulcro que desfila en la tarde-noche del Viernes Santo. Siendo el Martes Santo cuando se trasladaba el crucificado desde San Esteban a la Iglesia de San Bartolomé-Santa María (sede del Sepulcro). En 1950 tuvo lugar la primera procesión.
Fue en 1975; cuando se cumplían los 25 años de la institución, cuando se produjo la independencia definitiva de la Cofradía del Sepulcro, saliendo en procesión en la tarde del Viernes Santo no desde San Bartolomé, sino desde San Esteban.
La Cofradía creó la Hermandad o Tercio de la Virgen de la Misericordia en el año 1989. Mientras que el Descendimiento lo hizo en el 2001, y en el 2012 la de Jesús Nazareno, con una valiosa imagen de Roque López.
Sus tronos son de tres estantes por vara (a excepción de Jesús Nazareno), por lo que no sigue al 100% los parámetros clásicos del estilo tradicional, de hecho sus mayordomos van con la cara tapada. Tampoco cuenta con grupos de burla, ya que sus pasos no representan la tortura de Jesús.
Por obras en la Iglesia de San Esteban, la cofradía salió entre 2011 y 2018 de la Iglesia de San Antolín, regresando a San Esteban en 2022.

## Pasos y hermandades

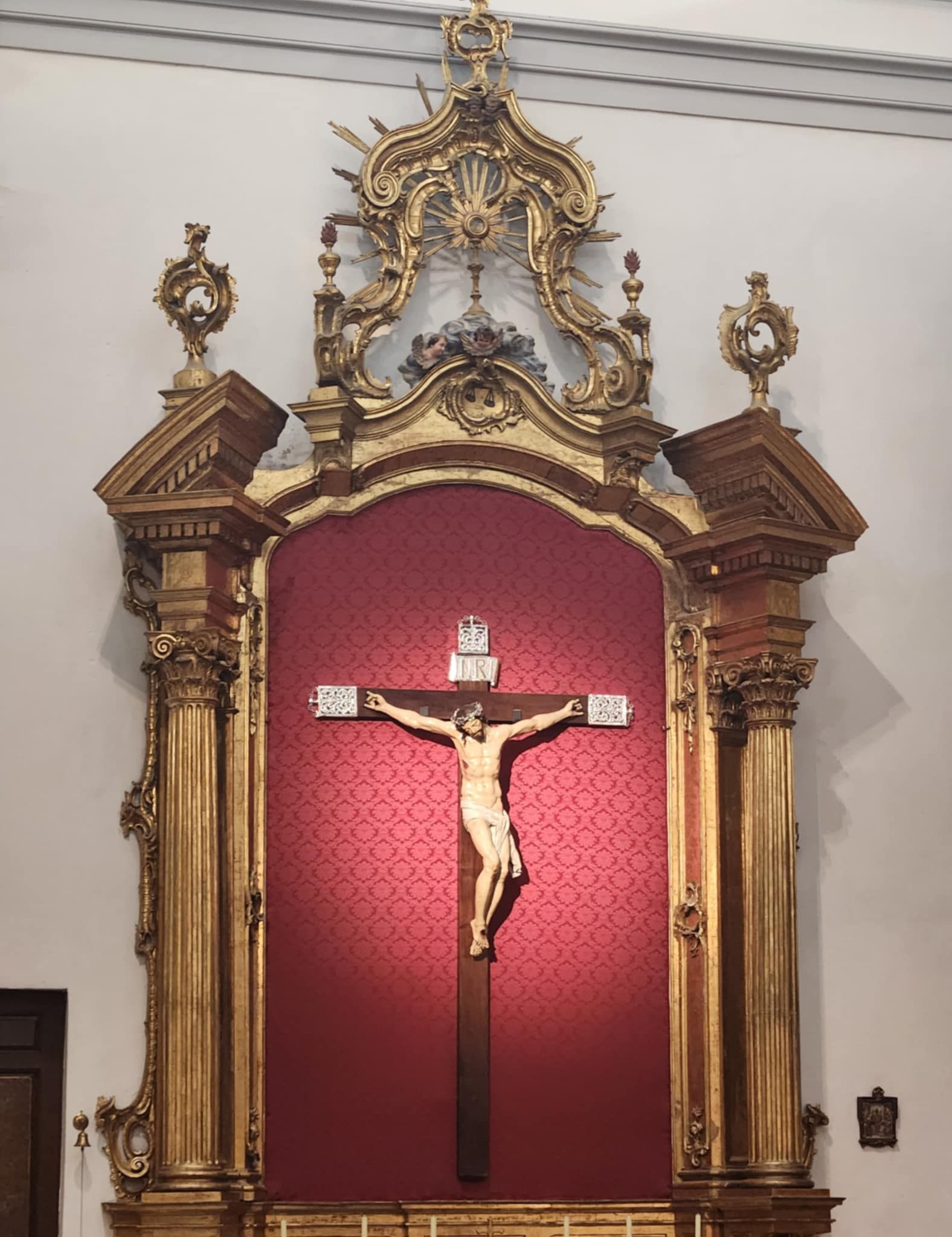
El Cristo de la Misericordia en su retablo de la iglesia parroquial de San Miguel

La cofradía cuenta con 4 hermandades y sus respectivos pasos, los cuales son, por orden de salida en procesión:
- Jesús Nazareno del Bailío. Roque López, 1797. Es el único nazareno de la ciudad en la que los estantes no marcan el paso. Imagen perteneciente a la Iglesia de San Miguel, llamado "del Bailío" al ser encargada a Roque López por el bailío Avellaneda.
- Santísimo Cristo de la Misericordia. Domingo Beltrán, 1581. Es una de las obras de mayor valor artístico de la Semana Santa de Murcia, y también de las más antiguas, procedente del antiguo colegio jesuita de San Esteban, posterior Casa de Misericordia. Su trono es obra de José Marcos Jiménez, de 1949.
- Sagrado Descendimiento de Nuestro Señor Jesucristo. José Hernández Navarro, 2001. Está considerada como una de las obras maestras del escultor murciano.
- Nuestra Señora Madre de Misericordia. José Sánchez Lozano, 1927. Es la obra más antigua del autor de las muchas que desfilan en Murcia. Desde 2014 acompañan a la Virgen dos ángeles del escultor José María Molina Palazón, siguiendo la composición típica murciana. Su trono, excelente obra de Juan Lorente (1991), es el único de la Cofradía en el que los estantes marcan el paso

## Vestimenta
Túnica de terciopelo negro con capuz y fajín granate en raso. Lleva el escudo de la institución en el antifaz. El color de sus túnicas motivó la denominación popular de Los Pavos. 
Los mayordomos de la cofradía, a pesar de ser de estilo tradicional, visten con la cara tapada. 

## Itinerario
Acisclo Díaz, Maestro Alonso, Santa Clara, plaza Santo Domingo, Trapería, pl. Hernández Amores, Nicolás Salzillo, plaza del Cardenal Belluga, Arenal, Glorieta de España, Tomás Maestre, pl. Martínez Tornel, Jara Carrillo, pl. San Pedro, Riquelme, San Benito, Magdalena, Santa Teresa, Lorenzo Pausa, Acisclo Díaz.

## Música
El compositor Alejandro Blanco Hernández estrenó en 2024 la marcha para banda de música Dives in Misericordia en honor al 75 aniversario de la fundación de la cofradía.